# Сокологірне
Сокологі́рне — село в Україні, у Генічеській міській громаді Генічеського району Херсонської області. Населення становить 808 осіб. Колишній орган місцевого самоврядування — Сокологірненська сільська рада.
Село тимчасово окуповане російськими військами 24 лютого 2022 року.

## Географія
Село Сокологірне примикає до села Розівка (Мелітопольський район). Через село проходить залізниця, станція Сокологірне. Поруч проходить автомобільна дорога М18 E105.

## Історія
Сокологірне було засноване 1874 року. Назва села походить від прізвища володарки земель, на яких воно було засноване — Глафіри Петрівни Сокологірської. Історія володінь Сокологірських в Приазов'ї сягає початку ХІХ століття. В 1879 році графиня Сокологірська біля залізничної станції мала 14 тисяч 762 десятини землі. Її донька Ольга Іванівна Макшеєва-Машонова мала хутори Артаташ і Волопоєв.
З розвитком залізниці починається новий етап в історії Сокологірного. В 1873—1876 рр. була відкрита Лозово-Севастопольська залізниця, яка згодом перетворилась на ділянку Південної залізниці. У 1907 році зі станції Сокологірне було вивезено 544 тисячі пудів зерна, а в 1910 році вже 1656 тисяч пудів зерна. В районі Сокологірного вирощували хліб, розводили овець та іншу худобу. До станції Сокологірне з маєтку Атманай, який належав Філіберу, була збудована вузькоколійка, довжиною 27 верст. По ній до станції, і далі до Росії відправляли хліб, худобу, вовну, яблука, сіль.
Під час Визвольних змагань біля станції у березні 1920 року розташовувався аеродром.
У жовтні 1920 року, при відході частин Російської армії з північної Таврії, на станції Сокологірне були знищені бронепоїзди Збройних сил Півдня Росії «Дроздовець» та «Генерал Олексієв».
У 1930 році, під час примусової колективізації, в селі організовано колгосп «Шлях Ілліча». За ним було закріплено 4 тис. га сільськогосподарських угідь, у тому числі 3,9 тис. га орної землі. До складу сільської ради також входили колгоспи «Червоний партизан» (с. Плавське, Новогригорівське) і «Червоний прапор».
Під час організованого радянською владою Голодомору 1932—1933 років померло щонайменше 56 жителів села.
У 1933 році в Сокологірному раптово(?) спалахнула епідемія висипного тифу.
Коли у 1941 році розпочалася війна, з Сокологірного пішли на фронт 420 чоловік. Залізнична станція Сокологірне була окупована німецькими військами 17 вересня 1941 року.
Сокологірне було визволене 30 жовтня 1943 року. 157 мешканців села нагороджено орденами та медалями. В Сокологірному були повністю знищені залізниця, елеватор, водокачка, сільпо, частково зруйновані нафтобаза, бавовняний пункт та інші будівлі.
4 вересня 1950 року прийнято рішення виконкому Генічеської районної ради депутатів трудящих (голова виконкому Ф.Клименко) «Про зміну меж сільських рад в зв'язку з укрупненням колгоспів». Було вирішено об'єднати колгосп «Вільне» с. Вільне Ново-Іванівської сільської ради з колгоспом «Червоний партизан», колгосп «Виноградний Клин» с. Виноградний Клин і колгосп «Ім. Чкалова» с. Нововасилівка Новогригорівської сільської ради з колгоспом «Шлях Ілліча» Сокологірненської сільської ради з центром в селі Сокологірне.
12 червня 2020 року, відповідно до Розпорядження Кабінету Міністрів України № 726-р «Про визначення адміністративних центрів та затвердження територій територіальних громад Херсонської області», увійшло до складу Генічеської міської громади.
17 липня 2020 року, в результаті адміністративно-територіальної реформи та ліквідації  колишнього Генічеського району увійшло до складу новоутвореного Генічеського району.

## Населення
Згідно з переписом УРСР 1989 року чисельність наявного населення села становила 852 особи, з яких 373 чоловіки та 479 жінок.
За переписом населення України 2001 року в селі мешкало 790 осіб.

### Мова
Розподіл населення за рідною мовою за даними перепису 2001 року:
| Мова       | Відсоток |
| ---------- | -------- |
| українська | 81,05 %  |
| російська  | 17,71 %  |
| вірменська | 0,75 %   |
| молдовська | 0,12 %   |
| інші       | 0,37 %   |

## Економіка
- Агрофірма ім. Шевченка (директор — Сидоренко Лідія Федорівна)
- ТОВ «Агролюкс» (директор — Куніцин Олександр Єгорович)
- ТОВ «СТОВ „Реал-Агро“» (директор — Геращенко Сергій Павлович)
- Фермерське господарство «Оранта» (голова — Погорєлий Олександр Гаврилович)

## Об'єкти соціальної сфери
- Аптека (провізор — Шепель Олена Володимирівна)
- Бібліотека (завідувачка — Тертична Людмила Леонідівна)
- Будинок культури (директор — вакансія)
- Комунальне підприємство МГКП «Сокіл» (директор — Цяпало Віктор Васильович)
- Поштове відділення зв'язку
- Сімейна лікарська амбулаторія (сімейний лікар — Іваниш Сергій Васильович)
- Сокологірненська загальноосвітня школа І-ІІІ ступенів (директор — Подрєзова Ірина Федорівна)

## Історико-архітектурні пам'ятки
- Братська могила воїнів Радянської армії

Пам'ятник встановлено в 1965 році. Охоронний номер пам'ятки — 502. Суб'єкт узято на державний облік та визначено категорію пам'ятки рішенням виконкому Херсонської обласної ради від 21.01.1983 року № 59/2. Скульптура — бетон. Висота — 3,6 м. Напис — «Вечная слава». Згідно Книги пам'яті Херсонської області (т.9, стор.518) в братській могилі захоронені:
Аннаєв Мурлок, 1925 р.н., рядовий, стрілець, 263 сд, червоноармієць військової частини польова пошта 32748. Загинув 2 листопада 1943 року. Туркменська РСР, Ашхабадська область, Тедженський район, аул Ковка-Зерин. Дружина — Аннаєва Дурлігазей.
Бабкін Олександр Васильович, червоноармієць 70 стрілецького полку. Помер від ран 31 грудня 1943 року.
Бабкін Олександр Федорович, 1924 р.н., стрілець, безпартійний. Червоноармієць 79 стрілецького полку, 24 гвардійської стрілецької дивізії. Помер від ран 31 грудня 1943 року. Мати — Пелагея Гаврилівна Бабкіна, Тульська область, Ленінський район, Марсинська сільська рада, село Верхняя.
Клименко Сергій Якович, 1918 р.н., молодший лейтенант, командир взводу, 591 стрілецький полк. Помер від ран 2 вересня 1941 року в хірургічному польовому пересувному госпіталі № 79. Красноярський край, Березовський район
Пардаєв Гапар (Гопар), 1919 р.н., червоноармієць. Помер від ран 2 вересня 1941 року в хірургічному польовому пересувному госпіталі № 79. Узбецька РСР, Бухарська область, Диканівська сільська рада.
Поляков Андрій Сергійович, 1924 р.н., рядовий, безпартійний, помічник кухаря, червоноармієць військової частини польова пошта 44142. ХППГ 5192. Помер від ран 31 грудня 1943 року. Батько — Сергій Сергійович Поляков. Курська область, Совєтський район, ст. Мансурово.
Пузій Іван Якович, 1919 р.н., Старший лейтенант, безпартійний. Командир роти 2-ї механізованої бригади. Загинув 7 лютого 1944 року. Місце народження — Чернігівська область, Коцюбинський район. Дружина — Руденко Галина Павлівна, Запорізька область. Наказом Головного управління кадрів Народного Комісаріату Оборони СРСР № 01877 — пог. від 31 травня 1944 року виключений зі списків Червоної армії.
Поодинокі поховання 1941 року були на території Сокологірненської школи.
В вересні 1941 року за залізничною станцією Сокологірне був закріплений хірургічний польовий пересувний госпіталь № 79.